# Confinamento (física)
Na física de partículas e na cromodinâmica quântica, o confinamento é uma propriedades das interacções fortes, que impede que partículas com carga de cor (como gluões e quarks), existam livres na natureza.
O nome confinamento vem do fato de todas as partículas com carga de cor, observadas até hoje, se encontrarem apenas no interior de partículas "brancas", ou seja que são feitas de partículas cujas cargas de cor se anulam.
Ao contrário de outras forças da natureza, as interações fortes aumentam de intensidade conforme se tenta separar partículas sujeitas a elas. Caso se conseguisse construir um aparelho capaz de separar quarks, por exemplo, a energia necessária para isso seria tão grande, que acabaria, pela equivalência massa-energia, criando outras partículas, que se ligariam umas com as outras, formando uma nova partícula branca.
Teoriza-se que, em energias muito grandes (maiores do que as que podem ser alcançadas hoje) o confinamento de cor diminua de força, deixando as partículas em liberdade assintótica.